# Realimentació

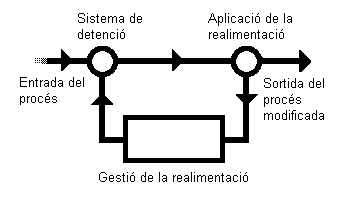
Sistema amb realimentació

En una organització, la realimentació (en anglès, feedback) és el procés de compartir informació, observacions, preocupacions i suggeriments amb una altra persona, de manera bidireccional.
La realimentació també es pot definir com un senyal de sortida d'un sistema que hi retorna per tal de ser controlat. En àmbits generals, l'ús d'una mesura d'algun aspecte del comportament del sistema pot servir de feedback per tal de corregir o ajustar aquest comportament. El bucle que forma s'anomena bucle de realimentació. Es poden trobar exemples de realimentació en la majoria de sistemes complexos, tals com enginyeria, cibernètica, arquitectura, economia, o biologia.

## Visió general
Normalment un sistema de control té punts d'entrada i sortida; quan la sortida del sistema es redirigeix de nou a l'entrada d'aquest, es parla de "realimentació". Això és d'ús freqüent per a controlar el comportament dinàmic del sistema.
Es distingeix de l'autoregulació (en anglès feedforward) en el fet que aquesta s'anticipa a la necessitat d'un canvi, mentre que la realimentació efectua el canvi només com a resposta a una alteració en el comportament. Tot i això, la realimentació i l'autoregulació estan íntimament relacionades.
Típicament, es distingeix la realimentació entre positiva o negativa segons si aquesta potencia un augment o bé una reducció d'aquell canvi de comportament. La realimentació negativa, estretament relacionada amb l'homeòstasi, ajuda a mantenir estabilitat en un sistema a pesar dels canvis externs, mentre que la realimentació positiva amplifica els efectes d'un procés extern, per a incrementar els canvis, l'evolució, o el creixement, i dona al sistema la capacitat de tenir accés a nous punts d'equilibri.
Per exemple, en un organisme viu, la realimentació positiva més forta és la proporcionada per l'autoexcitació ràpida d'elements dels sistemes endocrí i nerviós (particularment, com resposta a condicions d'estrès) i ocupa un paper dominant en la regulació de la morfogènesi, del creixement, i del desenvolupament dels òrgans. Tots aquests processos tenen la finalitat de sortir ràpidament de l'estat inicial.

## Llaç obert i llaç tancat
Hi ha dos tipus de sistemes, principalment. Els no realimentats o de llaç obert i els realimentats o de llaç tancat.
Els sistemes de control realimentats es diuen de llaç tancat.
El llaç tancat funciona de tal manera que fa que el sistema es realimenti: la sortida torna al principi perquè analitzi la diferència i en una segona operació ajusti més, així fins que l'error és acceptable (idealment zero). Qualsevol concepte bàsic que tingui com a naturalesa una quantitat controlada com ara temperatura, velocitat, pressió, cabal, força, posició, etc. són paràmetres de control de llaç tancat.
Els sistemes de llaç obert no es comparen a la variable controlada amb una entrada de referència. Cada ajust d'entrada determina una posició de funcionament fix en els elements de control.

## Tipus de realimentació
Els tipus de realimentació són: 
- Negativa: la que tendeix a reduir el senyal de sortida o a reduir l'activitat.

- Positiva: La que tendeix a augmentar el senyal de sortida, o activitat

- Bipolar: La que pot augmentar o disminuir el senyal o activitat de sortida.

La realimentació bipolar està present en molts sistemes naturals i humans. De fet generalment la realimentació és bipolar, és a dir, positiu i negatiu segons les condicions mediambientals, que, per la seva diversitat, produeixen respostes sinèrgiques i antagòniques com resposta adaptativa de qualsevol sistema.

### Realimentació negativa
És la més utilitzada en sistemes de control
Es diu que un sistema està realimentat negativament quan tendeix a estabilitzar-se.

### Realimentació positiva
Un sistema està realimentat positivament si una variació en la seva sortida en determinada direcció provoca un desplaçament encara major en la mateixa direcció.